# Arcadia (Kalifornie)
Arcadia je město v okrese Los Angeles ve státě Kalifornie ve Spojených státech amerických. Je pojmenováno podle Arkádie, historické oblasti známé z řecké mytologie.
Město leží na trase Route 66.

## Osobnosti
- Tracy Caldwellová, astronautka, místní rodačka[3]
- Sven Davidson, tenista, šampion z Paříže a z Wimbledonu
- Jet Li, čínský mistr bojových umění, herec, žije v Arcadii
- Wil Wheaton, herec známý z filmu Star Trek: Nová generace